# Thea Saefkow
Thea Saefkow, geboren als Theodora Brey (* 11. November 1910 in Gelsenkirchen; † 17. März 1990 in Ost-Berlin) (verh. Thea Beling), war eine deutsche Widerstandskämpferin in der Résistance.

## Leben
Die Tochter eines Bergarbeiters absolvierte eine kaufmännische Ausbildung und arbeitete als Kassiererin und Detacheuse (Fachfrau für chemische Fleckentfernung).
1927 wurde sie Mitglied des KJVD und 1930 der KPD. 1932 arbeitete sie für die Bezirksleitung Ruhrgebiet der RGO.
Im Dezember 1932 heiratete sie Anton Saefkow. Wegen ihrer Beteiligung am antifaschistischem Widerstandskampf wurde sie von März bis Juli 1933 und im Oktober/November 1933 in Hamburg inhaftiert. 1935 emigrierte sie über Prag in die Sowjetunion, wo sie von November 1935 bis November 1937 die Internationalen Leninschule der Komintern besuchte. Nach ihrem Abschluss wurde sie zusammen mit Irene Wosikowski und Luise Kraushaar zur Unterstützung der KPD-Auslandsleitung West nach Paris geschickt, wo sie bei der Deutschen Volkszeitung arbeitete. Ihre Ehe mit Anton Saefkow wurde 1939 geschieden.
Im Mai 1940 wurde sie von den Franzosen im Camp de Gurs interniert. Zusammen mit ihren Genossinnen Luise Kraushaar und Irene Wosikowski gelang ihr die Flucht. Sie wurde Mitarbeiterin des Verbindungsdienstes für die illegale Wehrmachtarbeit der Résistance in der Bewegung Freies Deutschland für den Westen (CALPO) und leitete mit dem Kampfnamen Mado eine Widerstandsgruppe von Besatzungssoldaten der Wehrmacht mit Kurt Hälker, Hans Heisel, Arthur Eberhardt und anderen, die militärisch wichtige Informationen für die Alliierten sammelten. Im August 1944 nahm sie im Frontabschnitt Lorient an der Befreiung von Paris teil und wurde anschließend eine enge Mitarbeiterin des Generalsekretärs der Bewegung Freies Deutschland in Frankreich Harald Hauser.

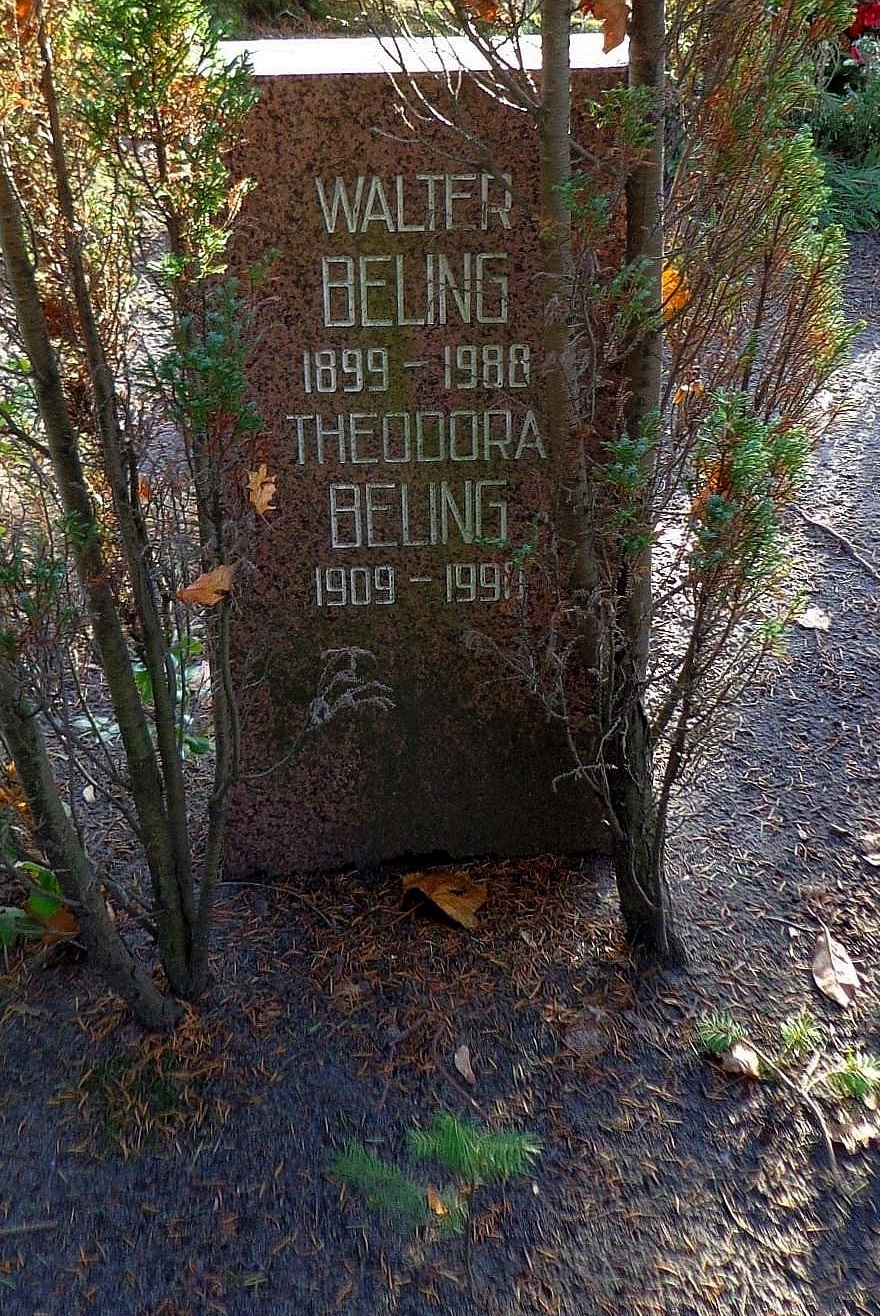
Grabstätte

1945 kehrte sie nach Deutschland zurück und wurde zunächst Mitglied der KPD-Bezirksleitung Niederrhein und Redakteurin der „Volkszeitung“ in Dortmund. 1948 übersiedelte sie in die SBZ und heiratete 1950 Walter Beling. Sie wurde Mitglied der SED und leitete die Bildungsabteilung der DEFA. 1954 wurde sie zur stellvertretenden Direktorin der Hochschule für Filmkunst ernannt und gehörte zum Stab des Vorsitzenden des Staatlichen Komitees für Filmwesen der DDR. Ab 1955 war sie Abteilungsleiterin in der Hauptverwaltung Film des DDR-Ministeriums für Kultur.
Als Arbeiterveteranin in Berlin wurde sie 1967 mit dem Vaterländischen Verdienstorden in Bronze ausgezeichnet. Ihre Urne wurde in der Grabanlage Pergolenweg des Berliner Zentralfriedhofs Friedrichsfelde beigesetzt, wo auch Walter Beling bestattet ist.